# Евангелист Матфей, святой Дуям, святой Анастасий, святой Людовик Тулузский, евангелист Марк
«Евангелист Матфей (?), святой Дуям, святой Анастасий, святой Людовик Тулузский, евангелист Марк» — полиптих итальянского художника эпохи Возрождения Дуяма Вусковича, далмато-венецианской школы, из собрания Государственного Эрмитажа.
Полиптих состоит из пяти отдельных досок с изображениями святых на каждой доске, все доски заключены в общую раму. Первый слева — евангелист Матфей, он опознан достаточно условно, по книге в руках (выдвигалась версия что это евангелист Иоанн ). Далее покровитель города Сплита святой епископ Дуям. В центре — юноша-мученик святой Анастасий, у него на шее изображён его традиционный атрибут — жернов, при помощи которого он был утоплен; св. Анастасий также считается покровителем Сплита. Второй справа — святой Людовик Тулузский, он изображён в мантии с королевскими французскими лилиями. И наконец, крайний справа — евангелист Марк, у его ног виден небольшой лев.
Ранняя история полиптиха неизвестна, предполагается, что он был написан во второй четверти XV века и первоначально состоял из семи досок: вокруг большой центральной картины с неизвестным сюжетом были расположены по три фигуры святых. Центральная картина и одна из досок с правой стороны не сохранились, а оставшиеся пять досок впоследствии были заключены в общую раму. Фигура св. Людовика написана на липовой доске, все остальные фигуры — на тополе. Предполагается, что полиптих находился в церкви Сан-Франческо в Сплите, который в XV веке был владением Венеции. Впоследствии полиптих был в собственности А. А. Воейкова, после Октябрьской революции был национализирован и передан в Государственный музейный фонд, где собирались реквизированные произведения искусства для дальнейшего их распределения по музеям. В 1919 году картина поступила в собрание Эрмитажа. Выставляется в здании Большого (Старого) Эрмитажа в зале 207.
При поступлении в Эрмитаж полиптих считался работой Джентиле да Фабриано, на выставке 1922 года, согласно атрибуции В. В. Воинова, был показан как работа Джентиле или его круга, причём в каталоге выставки приводились и другие мнения об его авторстве. Так, например, Э. К. Липгарт считал, что он был написан Пьетро ди Доменико да Монтепульчано; И. И. Жарновский утверждал, что это работа самого Джентиле; Д. В. Айналов назвал имя умбрийца Бонфильи. Впоследствии Липгарт пересмотрел свою точку зрения — он нашёл сходство между эрмитажным полиптихом и подписным полиптихом работы Пьетро да Реканати, датированным 1442 годом и находящимся в Пинакотеке города Реканати.
В эрмитажных каталогах 1958 и 1976 годов полиптих описывался как произведение неизвестного мастера далмато-венецианской школы XV в. с указанием его близости кругу венецианского художника Микеле Джамбоно, также находившегося под влиянием Джентиле да Фабриано. В каталоге 1994 года полиптих значился работой мастера круга Джентиле да Фабриано с предположительной датировкой концом 1420-х — началом 1430-х.
Имя далматского художника Дуяма Вусковича впервые было названо Де Марки. Сведений об этом художнике мало. Известно, что он работал в Сплите, Шибенике, Задаре и, возможно, в Венеции; в своём творчестве он находился под влиянием Микеле Джамбоно и Джентиле да Фабриано, которое сильно заметно и в эрмитажном полиптихе. Де Марки основывался в своих выводах на сравнении эрмитажных досок с достоверными работами Вусковича — фреской «Евангелисты» в Сплитском соборе и полиптихом из церкви Сан Франческо в Задаре. По его мнению, индивидуальная манера Вусковича отчетливо проявляется во всех названных работах. В Эрмитаже поддержали атрибуцию Де Марки.